# Irvin Valdez
Irvin Antonio Valdéz Hernández (sinh ngày 10 tháng 2 năm 1991 ở Quezaltepeque, Chalatenango, El Salvador) là một cầu thủ bóng đá người El Salvador.